# Ацетамиприд
Ацетамиприд  [N1-метил-N1-[(6-хлор-3-пиридил)метил]-N2-цианацетамидин], С10Н11СlN4 — инсектицид из класса неоникотиноидов.

## Физические и химические свойства
- Белое кристаллическое вещество.
- При рН 4-7 гидролитически стабилен, при рН 9 и 45°С постепенно разлагается. Стабилен на солнечном свету.
- Молекулярная масса 222,7;
- Температура плавления 98,9 °С;
- Давление пара при 25 °C < 1∙10-6 Па (< 7,5∙10-9 мм.рт.ст.);
- Растворимость в воде 4200 мг/л;
- Хорошо растворим в ацетоне, этаноле, метаноле, ацетонитриле, дихлорметане, хлороформе, тетрагидрофуране.

## Действие на насекомых
Как и другие неоникотиноиды, ацетамиприд связывается с постсинаптическими никотиновыми ацетилхолиновыми рецепторами центральной нервной системы насекомых, в результате чего у них развиваются судороги и параличи, приводящие их к гибели.
Ацетамиприд — инсектицид контактного, кишечного и системного действия: он проникает в сосудистую систему растений, и растение становится токсичным для насекомых. Эффект наступает уже через час после обработки, срок защитного действия — до 21 дней. Эффективен в борьбе с полужесткокрылыми (особенно с тлями), трипсами, чешуекрылыми на овощных культурах, фруктовых деревьях, чайных кустах. В борьбе с фруктовой молью обладает овицидной активностью.
Применяются против вредителей пшеницы (клоп вредная черепашка, хлебная жужелица), ячменя (хлебная жужелица, злаковые мухи, полосатая хлебная блошка), томатов и огурцов защищенного грунта (тепличная белокрылка), картофеля (колорадский жук, картофельная коровка), пастбищ и дикой растительности (саранчовые). Может применяться для обработки клубней, при этом благодаря системному действию защищает растения с первого дня всходов.

## Токсическое действие
Ацетамиприд не фитотоксичен. Умеренно токсичен для млекопитающих (ЛД50 для крыс 213 мг/кг перорально, >2000 мг/кг при нанесении на кожу), высокотоксичен для птиц (ЛД50 98 мг/кг для утки-кряквы), умеренно опасен для рыб (96-часовая СК50 для карпа >100 мг/л) и водных беспозвоночных (кроме насекомых, для которых высокотоксичен). 
Ацетамиприд (наряду с тиаклопридом) обладает значительно меньшей токсичностью для пчёл, по сравнению с другими неоникотиноидами (ЛД50 — 7 мкг/особь, для других неоникотиноидов несколько нг на особь).
Допустимая суточная доза для человека — 0.07 мг/кг массы тела в день.

## Устойчивость в окружающей среде
Ацетамиприд — самый малостойкий неоникотиноид, на поверхности растений разрушается всего за 3–4 дня, в почве в полевых условиях период полураспада 0,4-5,4 суток, в зависимости от температуры. В воде при кислой и нейтральной реакции устойчив, в щелочной среде (pH=9) медленно гидролизуется.